# Ernst Kurt Weigel

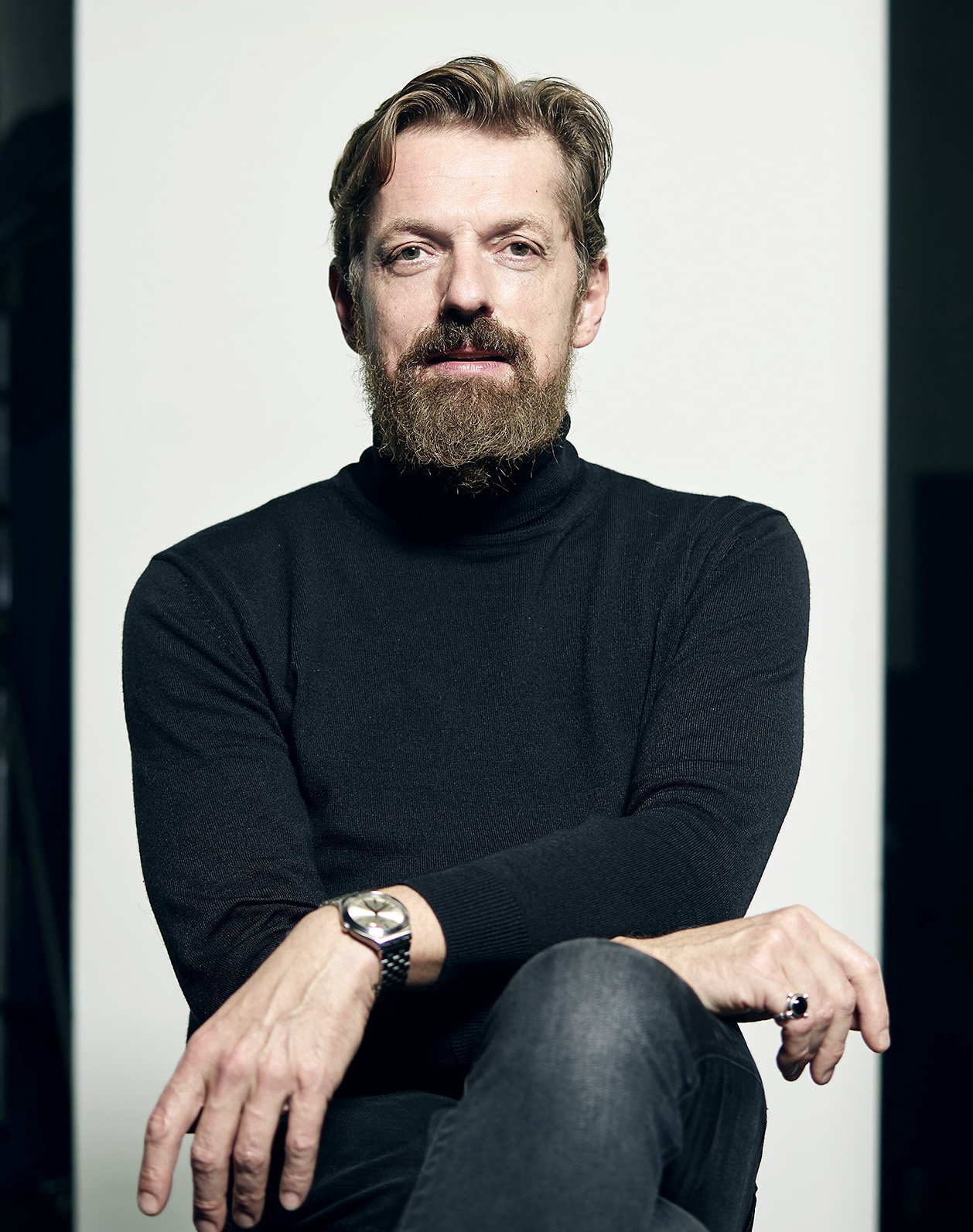
Ernst Kurt Weigel

Ernst Kurt Weigel (* 1970 in Wien) ist ein österreichischer Schauspieler, Autor und Regisseur.

## Leben und Wirken
Weigel studierte zunächst Betriebswirtschaft und Kunstgeschichte und absolvierte von 1993 bis 1997 die Schauspielschule Krauss in Wien. Es folgten Engagements im Theater in der Josefstadt, in der freien Performance-Szene in Wien und am Serapionstheater. 
1997 gründete Weigel gemeinsam mit Grischka Voss das Bernhard Ensemble, für das er seitdem auch als Regisseur, Stückentwickler und Schauspieler tätig ist.
Seit 2006 leitete er die Stadtinitiative Wien, die er im selben Jahr als Das Off Theater neu gründete, um einen Theatersaal erweiterte und dessen künstlerischer Leiter und Geschäftsführer er seitdem ist.
2011 entwickelte er das Bühnenformat „Mash up“. Dabei werden internationale Kultfilme mit österreichischen Theaterklassikern dramaturgisch verwoben.

## Auszeichnungen
2001 erhielt Weigel mit dem Bernhard-Ensemble für HAIN den Nestroy-Theaterpreis in der Kategorie „Beste Off Produktion“. Für den Nestroy war er mit zwei weiteren Ensembleproduktionen nominiert: Wiener.Wald.Fiction (2014) und Liliom.Club (2019).

## Stücke
- Megatoll oder Die andere Seite des Bildschirms. UA 2002
- Eis oder die Überwindung des Wegseins. UA 2005
- Angst oder Die Liebe zu Serienmördern. UA 2005
- Barleby oder Warum Nichts mehr ist als Etwas. UA 2008
- Unsinn oder Weihnachten ist jeden Tag. UA 2009
- KZ.Imaginaire. UA 2015
- Kein Groschen, Brecht! UA 2018
- 701. Auftragswerk für das Festival out of control, UA 2019
- Funny.Brandstifter. UA 2024[2]

Für den Sprech- und Singverein sterne*reißen
- Heute Abend Lola Blau von Georg Kreisler, 2016
- Ich, Zarah! von Franzobel, 2017
- Kein Groschen, Brecht! von E. K. Weigel 2018